# Pruta israeliano
Il pruta ((HE)  פרוטה, pl. prutot) era una denominazione della valuta d'Israele prima del 1960.
Il pruta fu introdotto poco dopo la creazione dello stato, come millesima parte della sterlina israeliana. Sostituì il mil, che era la millesima parte della sterlina palestinese, una valuta emessa dal Mandato britannico della Palestina prima del maggio 1948.
La parola "pruta" fu presa in prestito dall'ebraico della Mishnah, in cui significa "una moneta di poco valore". Questa parola fu probabilmente derivata in origine da una parola aramaica con lo stesso significato.
Il pruta fu abolito nel 1960 quando il governo israeliano decise di cambiare la suddivisione della sterlina israeliana in 100 agora. Questa scelta fu necessaria a causa della costante svalutazione della sterlina israeliana, che rese ridondanti le monete di taglio inferiore a 10 pruta.
Questo pruta non dev'essere confuso con il pruta halakhico, che è il valore minimo di denaro per una serie di applicazioni halakhiche. Tra le altre, il valore minimo che si è tenuti a restituire se rubato, il valore minimo necessario per compiere un matrimonio, e il minimo investimento necessario per essere considerato un investitore (equivalente a 0,22 grammi di argento puro).